# Agent d'influence
Un agent d'influence est une personne qui se met au service d'une puissance étrangère afin de se faire le relais de sa propagande, l'aider par la désinformation, et généralement discréditer toute évolution nuisible à son employeur. Ces formes de dominations se sont récemment étendue au cyberespace.

## Éléments de définition
L'agent d'influence agit par l'édition, la presse écrite et Internet (communication d'influence), parfois en ciblant des personnes, groupes ou milieux précis (politique, professionnel, socioprofessionnel, armée, police, intelligentsia, jeunesse…).
Il peut être difficile de distinguer un journaliste ou écrivain engagé d'un véritable agent d'influence, mais ce dernier reçoit habituellement un soutien (financier ou autre) du pays ou de l'entité pour lequel il agit, même s'il peut aussi agir par pure conviction politique, religieuse, par vengeance, sous contrainte ou en étant manipulé.
Pour être entendu, l'agent d'influence doit garder une apparence de neutralité et d'indépendance, ou il se réclame au contraire d'une cause comme le pacifisme, le nationalisme ou l'antiaméricanisme (tout en étant "loyal" à son entité commanditaire).
Il ne peut donc que rarement cumuler cette fonction avec celles d'espion ou d'homme politique, car dans les deux cas, la découverte de ses agissements nuirait à sa cause[réf. nécessaire].

## En France
Le journaliste Pierre-Charles Pathé (1910- 1997), espion de la guerre froide lié aux services de renseignement soviétiques à partir de 1959 est l'un des rares agents d'influence à avoir été publiquement identifié et condamné comme tel.
En 2024, le Sénat français, à l'initiative du groupe Socialiste, Écologiste et Républicain (SER) a créé une commission d'enquête sur les politiques publiques face aux opérations d'influences étrangères (lancée le 14 février 2024, présidée par le sénateur Dominique de Legge, avec Rachid Temal comme rapporteur). Elle devrait rendre son rapport avant la fin juillet 2024.

Cette commission fait suite à la cascade d'informations qui ont suivi les révélations du lanceur d'alerte Christopher Wylie. Ce sont ces révélations qui ont permis la mise au jour du scandale Cambridge Analytica / Aggregate IQ, et qui ont servi de base à diverses enquêtes officielles d'une part (anglo-canadiennes notamment) et journalistiques d'autre part, qui ont toutes conclu à l'existence d'opérations parfois très sophistiquées, et a priori efficaces, d'influences étrangères sur une vingtaine de processus électoraux, dont deux bien documentés ;
- dans le cas de la campagne ayant porté Donald Trump au pouvoir, des influences russes sont fortement soupçonnées
- dans le cas de la campagne du Brexit, les influences étrangères venaient à la fois de groupes d'extrême droite, et de groupes et think-tanks libertariens de droite des Etats-Unis, mais aussi d'opérations d'influence venant de la Russie[3] ; « sans AggregateIQ, le camp du 'Leave' n'aurait pas pu gagner le référendum, qui s'est joué à moins de 2 % des votes »[4],[5],[6],[7].

Dans ces deux cas, selon les preuves disponibles, ces opérations d'influence ont été initiées par Steve Bannon, associé au milliardaire spécialisé en fonds spéculatifs secrets, Robert Mercer, qui a financé une grande partie d'AIQ et de Cambridge Analytica (dont il était actionnaire). Ces deux grandes manipulations ont eu en commun d'avoir été, les premières semble-t-il à être appuyées sur une Intelligence artificielle baptisée RIPON développée par Aggregate IQ (AIQ), avec la société SCL (société mère de AIQ et de Cambridge Analytica) ; alimentée par les contenus de dizaines de millions de comptes détournés de Facebook par Cambridge Analytica) et russes lors du référendum britannique ayant conduit au Brexit et russes lors de la campagne ayant abouti à l'élection de Donald Trump (2016). Le cyberespace et certaines plateformes sont devenus le théâtre de guerres d'influence de plus en plus sophistiquées, car s'appuyant sur l'intelligence artificielle (IA), avec selon la Commission par exemple les campagnes de fake-news et/ou de dénigrement de l'action ou des positions de la France dans son Outre-mer, en Afrique, en Ukraine, en Azerbaïdjan, ou concernant le conflit Israël-Hamas, etc. ; et avec de nombreuses tentatives de manipulation du débat public, notamment en période électorale.
Face à cette nouvelle forme de conflictualité, parfois médiée par des fermes de trolls, des intelligences artificielles, des hackers et des officines, de nouveaux outils de contre-ingérence se mettent en place.
La commission d'enquête sénatoriale souhaite produire une cartographie des menaces (actuelles et futures), faire un bilan des politiques de contre-influence et « identifier, dans le cadre d'un travail prospectif et d'anticipation, des pistes de recommandations ».

## Dans la littérature
Dans Le Montage de Vladimir Volkoff, Aleksandre Psar, fils d'émigrés Russes blancs devient agent d'influence de l'Union Soviétique par orgueil (il veut changer le destin du monde) et par haine de la France qui a laissé son père dans la misère. Il se prétend antisoviétique, mais les livres qu'il publie en tant qu'agent littéraire sont biaisés : par exemple, dans un Atlas des dictatures, chaque pays a droit à trois pages « dans un souci d'équité », de sorte que le régime de l'URSS ne semble pas pire que les autres.